# جرولدز ولی (ویرجینیای غربی)
جرولدز ولی (به انگلیسی: Jarrolds Valley) یک منطقهٔ مسکونی در ایالات متحده آمریکا است که در شهرستان رالی، ویرجینیای غربی واقع شده‌است. جرولدز ولی ۳۱۴٫۸۶ متر بالاتر از سطح دریا واقع شده‌است.